# Linha 1 (Metro do Cairo)
A linha 1 (Linha Azul) é uma das linhas do metro do Cairo, no Egipto. Aberta em 1987, foi a primeira linha de metrô do Cairo.

## História

### Antecedentes
O primeiro projeto para uma linha de metrô para o Cairo surgiu na década de 1930, proposto pelo engenheiro Saiyed Abdel Wahed da Autoridade Ferroviária Egípcia. Posteriormente novos estudos foram propostos na década de 1950 e 1960 por técnicos soviéticos e japoneses.  Nenhum desses estudos prosperou. Ao mesmo tempo, a Autoridade Ferroviária eletrificou em 1956 a ferrovia que ligava o Cairo a Helwan.

### Projeto da Linha 1
Após um concurso internacional, o governo do Egito assinou em 20 de setembro de 1970 um contrato com a empresa francesa Sofretu. Os técnicos da Sofretu iniciaram um projeto de rede de metrô de quatro linhas no Cairo, incluindo a conversão da ferrovia entre Cairo e Helwan para um metrô de superfície. O custo inicial do projeto era estimado em 880 milhões de dólares. 
O projeto da linha inicial foi aprimorado, com a proposta de ligação de El Marg a Helwan a partir de duas linhas ferroviárias suburbanas existentes, passando pelo centro do Cairo de forma subterrânea através de um túnel de 4,5 quilômetros no centro da cidade, que abrigaria quatro estações subterrâneas com ar condicionado e plataformas de 200 m de comprimento, decoradas artisticamente com temas relacionados a cultura e a história egípcias.
Em 1975 o governo francês assinou o primeiro acordo para financiar o projeto.)  Esse acordo enfrentou resistência de parte do governo egípcio, quando o ministro da economia Abdel Moneim El- Kayssouny mandou arquivar o projeto em 1978 justificando que o país não possuía dinheiro para realizá-lo. Mesmo assim, conversações sobre um financiamento francês para o projeto ocorreram durante todo o final dos anos 1970 e início dos anos 1980, quando o governo francês concordou em liberar um financiamento de 140 milhões de francos para iniciar as obras.

### Obras

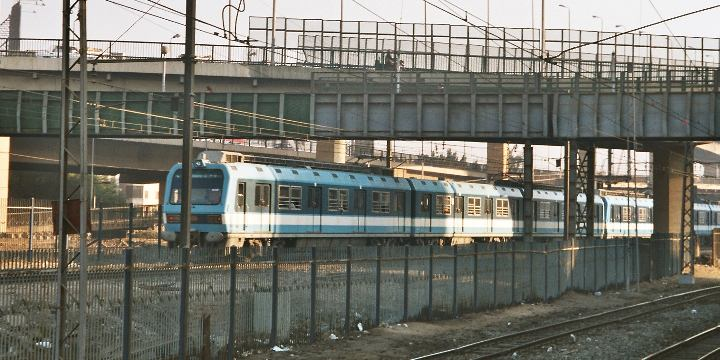
Trens Alstom da Linha 1
2002

As obras da Linha 1 foram iniciadas em 1982, após o presidente Mitterrand assinar um empréstimo francês de 650 milhões de dólares para custea-las.
A linha 1 entrou em operação em três etapas:
- Fase I: trecho entre as estações Helwan ao sul e Ramses no centro de Cairo, inaugurada em 1987 com 29 km de comprimento.
- Fase II:trecho entre as estações Shoubra El Khiema ao norte Giza ao sul, inaugurada em  1989 com 14 kmde comprimento.
- Fase III:a conclusão da parte norte da primeira linha foi inaugurada em 1999 com um comprimento de 1,3 km, e vai do Aeroporto do Cairo até a Universidade do Cairo.

## Estações
- Heluã حلوان
- Ain Helwan عين حلوان

Metro do Cairo

- Universidade de Heluã جامعة حلوان, ponto de interesse:  Universidade de Heluã
- Wadi Hof وادي حوف
- Hadayeq Helwan حدائق حلوان
- El-Maasara المعصرة
- Tora El-Asmant طرة الأسمنت
- Kozzika كوتسكا
- Tora El-Balad طرة البلد
- Thakanat El-Maadi ثكنات المعادي
- Maadi المعادي
- Hadayeq El-Maadi حدائق المعادي
- Dar El-Salam دار السلام
- El-Zahraa الزهراء
- Mar Girgis (em inglês Saint George)مار جرجس
- El-Malek El-Saleh الملك الصالح
- AlSayyeda Zeinab السيدة زينب
- Saad Zaghloul سعد زغلول, ponto de interesse: Institut Français d'Archéologie Orientale
- Sadat, (Anwar El Sadat) السادات, ponto de interesse: Museu Egípcio
  - interligação com a Linha 2
- Gamal AbdAl, (Gamal Abdel Nasser) جمال عبدالناصر
  - interligação com a Linha 3
- Urabi (Orabi) عرابي
- Mubarak, (Hosni Mubarak) مبارك
  - interligação com a Linha 2, trens, e principais rotas do sistema ferroviário.
- Ghamra غمرة
- El-Demerdash الدمرداش
- Manshiet El-Sadr منشية الصدر
- Kobri El-Qobba كوبري القبة
- Hammamat El-Qobba حمامات القبة
- Saray El-Qobba ساراي القبة
- Hadayeq El-Zaitoun حدائق الزيتون
- Helmeyet El-Zaitoun حلمية الزيتون
- El-Matareyya المطرية
- Ain Shams عين شمس
- Ezbet El-Nakhl عزبة النخل
- El-Marg المرج
- Nova El-Marg

Estações subterrâneas estão grifadas em negrito, estações e interligações planejadas estão em itálico.